# Jekaterina Sergejewna Andrjuschina
Jekaterina Sergejewna Andrjuschina (russisch Екатерина Серге́евна Андрюшина, wiss. Transliteration Ekaterina Sergeevna Andrjušina; * 17. August 1985 in Moskau, Sowjetunion) ist eine ehemalige russische Handballspielerin, die für die russische Nationalmannschaft auflief.

## Karriere

### Im Verein
Andrjuschina stand anfangs beim russischen Erstligisten KSK Lutsch Moskau unter Vertrag. Mit Lutsch nahm sie in den Spielzeiten 2000/01, 2002/03 und 2003/04 am Europapokal teil. Im Jahr 2006 schloss sich die Rückraumspielerin Swesda Swenigorod an. Mit Swesda gewann sie 2007 die russische Meisterschaft und den EHF-Pokal sowie 2008 die EHF Champions League und die EHF Champions Trophy.
Andrjuschina schloss sich im Jahr 2011 dem französischen Erstligisten Metz Handball an, nachdem sie zuvor ein Jahr verletzt war. Mit Metz gewann sie 2013 und 2014 die französische Meisterschaft, 2013 und 2015 den französischen Pokal sowie 2014 den französischen Ligapokal. Im Jahr 2015 beendete sie ihre Karriere.

### In der Nationalmannschaft
Andrjuschina gehörte dem Kader der russischen Nationalmannschaft an. Mit der russischen Auswahl gewann sie 2007 und 2009 die Goldmedaille bei der Weltmeisterschaft, 2006 die Silbermedaille bei der Europameisterschaft sowie 2008 die Silbermedaille bei den Olympischen Spielen.

### Co-Trainerin
Andrjuschina ist seit dem Jahr 2014 als Co-Trainerin bei Metz Handball tätig. Im Februar 2019 übernahm Andrjuschina zusätzlich das Co-Traineramt der niederländischen Nationalmannschaft, das sie bis 2021 innehatte.